# Haram (Norwegia)
Gmina Haram (norw. Haram kommune) – norweska gmina leżąca w regionie Møre og Romsdal. Jej siedzibą jest miasto Brattvåg.
Haram jest 297. norweską gminą pod względem powierzchni.

## Demografia
Według danych z roku 2005 gminę zamieszkuje 8715 osób. Gęstość zaludnienia wynosi 33,97 os./km². Pod względem zaludnienia Haram zajmuje 121. miejsce wśród norweskich gmin.
| ludność stan na 1 stycznia 2005 |         |           |       |
|                                 | kobiety | mężczyźni | razem |
| osób                            | 4447    | 4268      | 8715  |
| %                               | 51,03%  | 48,97%    | 100%  |

| wykształcenie stan na 1 października 2004 |            |         |        |          |
|                                           | podstawowe | średnie | wyższe | nieznane |
| osób                                      | 1579       | 4143    | 999    | 126      |
| %                                         | 23,06%     | 60,51%  | 14,59% | 1,84%    |

## Edukacja
Według danych z 1 października 2004:
- liczba szkół podstawowych (norw. grunnskolar): 14
- liczba uczniów szkół podst.: 1217

## Władze gminy
Według danych na rok 2011 administratorem gminy (norw. rådmann) jest Turid Hanken, natomiast burmistrzem (norw. ordfører, d. borgermester) jest Bjørn Sandnes.

## Największe miejscowości
- Brattvåg
- Søvik
- Vatne
- Austnes
- Tennfjord